# Tyler Geving
Tyler Geving (Burien, Washington, 1973. június 22 –) amerikai kosárlabdázó és kosárlabdaedző, 2009 és 2017 között a Portland State Vikings vezetőedzője. 2024-től ideiglenesen az Edmonds–Woodway Középiskola atlétikai igazgatója.
Korábban több Washington állambeli főiskola edzőhelyettesei pozícióját is betöltötte. 2017-ben 7–11-es konferenciaeredménye miatt a Vikings kirúgta.

## Eredményei vezetőedzőként
| Szezon                                      | Eredmény                                    | Eredmény                                    | Helyezés                                    | Továbbjutás                                 |
| Szezon                                      | Összesen                                    | Konferencia                                 | Helyezés                                    | Továbbjutás                                 |
| Portland State Vikings (Big Sky Conference) | Portland State Vikings (Big Sky Conference) | Portland State Vikings (Big Sky Conference) | Portland State Vikings (Big Sky Conference) | Portland State Vikings (Big Sky Conference) |
| ------------------------------------------- | ------------------------------------------- | ------------------------------------------- | ------------------------------------------- | ------------------------------------------- |
| 2009–10                                     | 13–19                                       | 7–9                                         | 6.                                          | –                                           |
| 2010–11                                     | 14–16                                       | 5–11                                        | 7.                                          | –                                           |
| 2011–12                                     | 17–15                                       | 10–6                                        | 3.                                          | –                                           |
| 2012–13                                     | 8–20                                        | 5–15                                        | 10.                                         | –                                           |
| 2013–14                                     | 17–15                                       | 11–9                                        | 5.                                          | CIT első kör                                |
| 2014–15                                     | 15–14                                       | 9–9                                         | 6.                                          | –                                           |
| 2015–16                                     | 13–18                                       | 8–10                                        | 8.                                          | –                                           |
| 2016–17                                     | 15–16                                       | 7–11                                        | T–8.                                        | –                                           |
| Összesen:                                   | 112–133 (.457)                              | 62–80 (.437)                                | –                                           | –                                           |

## Fordítás
- Ez a szócikk részben vagy egészben  a   Tyler Geving című angol Wikipédia-szócikk ezen változatának fordításán alapul.  Az eredeti cikk szerkesztőit annak laptörténete sorolja fel. Ez a jelzés csupán a megfogalmazás eredetét és a szerzői jogokat jelzi, nem szolgál a cikkben szereplő információk forrásmegjelöléseként.